# Lilla Vädern
Lilla Vädern är en sjö i Oskarshamns kommun i Småland och ingår i Viråns huvudavrinningsområde.